# Überraschung von Cancha Rayada
Rancagua – Chacabuco – Cancha Rayada – Maipú
Die Schlacht, die im spanischsprachigen Raum unter dem Namen Überraschung von Cancha Rayada in die Geschichte einging, fand am 16. März 1818 in Chile statt. Die Konfliktparteien waren dabei die königstreuen spanischen Truppen und die südamerikanischen Rebellen. Das Ergebnis dieser Schlacht war eine vernichtende Niederlage der Rebellen, die sich jedoch in der Schlacht von Maipú rächen konnten. 

## Hintergrund
Im März 1818 sammelten sich etwa 5000 spanische Soldaten unter dem Kommando des Gouverneurs Mariano Osorio bei Talca, während sich die Armee der Rebellen, die Andenarmee, spanisch Ejército de los Andes, mit einer Stärke von rund 7000 Männern in der Ebene von Cancha Rayada in einer Entfernung von den königstreuen Truppen von ca. sieben Kilometern versammelte. Der Rebellengeneral José de San Martín, der einen Angriff gegen seine Flanke befürchtete, ordnete einige Umformierungen seiner Armee an. 
Osorio, der sich seines strategischen Nachteils bewusst war – er war nicht nur zahlenmäßig, sondern auch hinsichtlich der Kavallerie unterlegen – wollte eine Schlacht nicht provozieren und gab sich mit der Verstärkung von Talca zufrieden. Nachdem José Ordóñez, der andere königstreue Truppenführer, Osorio überredet hatte, die Rebellen anzugreifen, kam es in der Ebene von Cancha Rayada zum Kampf.

## Verlauf der Schlacht
Gegen 19:30 Uhr erreichten die Spanier die Stellungen der Rebellen, die um diese Zeit einen Angriff der Spanier unter keinen Umständen erwarteten. Für die Rebellen wirkte sich dann katastrophal aus, dass Osorio die Stadt umgehen ließ und nach Einbruch der Nacht der als Nachtwache fungierenden Vorhut der Rebellen in den Rücken fiel, während deren hinter der Vorhut positioniertes Heer sich noch nicht geordnet hatte. Dieser Angriff traf auf das Bataillon von Bernardo O’Higgins unmittelbar neben der Position de San Martíns. Kurz nach dem überraschenden Angriff zerstreute sich die Vorhut und brachte O’Higgins somit in eine unhaltbare Lage. Sein Pferd wurde getötet und er selbst am Arm verwundet.
Unüblicher Weise ordnete de San Martín nicht den Rückzug seiner Truppen an, sondern befahl ihnen, auf ihren Posten zu bleiben, was in der unübersichtlichen Situation nicht jeder Soldat tat. Viele Rebellen flohen und ließen dabei ihre Waffen und Ausrüstung zurück. Erst nachdem durch die Flucht auch die restliche Truppe in allgemeine Unordnung geraten waren, befahl er den Rückzug. Juan Gregorio de Las Heras erhielt den Befehl, den Rückzug so verlustfrei wie möglich zu gestalten, wobei dieser sich auch Mühe gab, einen Teil der verlorenen Waffen zurückzuerobern.

## Nachwirkungen
Am 21. März zog sich die dezimierte Rebellenarmee nach San Fernando zurück, als die Nachricht von der Niederlage in Santiago eintraf. Es kam das Gerücht vom Tod der beiden Feldherren auf, woraufhin eine große Wanderung einiger in Santiago ansässiger Bevölkerungsteile nach Mendoza, im heutigen Argentinien begann. De San Martín bekundete in einem öffentlichen Schreiben, dass er nach der erfolgreichen Reorganisation nunmehr 4000 Mann unter seinem Kommando zählen könne.
Die Niederlage – es war die einzige Niederlage de San Martíns in diesem Feldzug – forderte 150 tote und 200 gefangene Rebellen, darüber hinaus waren einige hundert Rebellen desertiert. Eine beträchtliche Anzahl an Pferden, Lasttieren und Waffen der argentinischen Kavallerie gingen an die königstreuen Truppen verloren. 
Die Verluste der Royalisten betrugen ca. 200 Mann.